# کمپ‌کردن (بازی‌های ویدئویی)
در بازی‌های ویدیویی، کمپینگ (به انگلیسی: Camping) تاکتیکی است که در آن بازیکن موقعیت ثابتی را به دست می‌آورد، که ممکن است مکانی محتاطانه باشد که بعید است جستجو شود. این تاکتیک هم در بازی‌های تک نفره و هم در بازی‌های چند نفره آنلاین به کار می‌رود، اما معمولاً در بازی‌های چند نفره آنلاین مؤثرتر است، زیرا حریفان هوش مصنوعی در بازی‌های تک‌نفره ممکن است از موقعیت بازیکن آگاه باشند، حتی اگر از نظر بصری پنهان باشند. تاکتیک بسته به نوع بازی (ماجراجویی متنی آنلاین، MMO گرافیکی، تیراندازی اول شخص و غیره) متفاوت است. در بازی‌های تیراندازی اول شخص، معمولاً بازیکنی در یک مکان منتظر می‌ماند تا بازیکنان دیگر نزدیک شوند، سپس آنها را می‌کشد (یا اعمال دیگری را انجام می‌دهد که برای سایر بازیکنان، بسته به بازی مورد نظر، مضر است) قبل از اینکه مورد توجه قرار گیرد، یا قبل از اینکه سایر بازیکنان بتوانند به حضور آنها واکنش نشان دهند. با کمپینگ، بازیکن می‌تواند یاد بگیرد و با محیط محدودی که در آن بازی می‌کند سازگار شود و نکات خاصی را برای بررسی مکرر ذکر کند. با پیروی از این روش با خطای اندک می‌توان به تعداد کمتری از مرگ و میر دست یافت. در موارد دیگر، بازیکنان ممکن است در یک منطقه منتظر بمانند تا به آیتم‌ها دسترسی پیدا کنند یا اقداماتی را انجام دهند، قبل از اینکه دیگر بازیکنانی که در کمپ نیستند فرصت انجام این کار را داشته باشند.
از آنجایی که کمپینگ اغلب به عنوان روشی برای دور زدن بیشتر تلاشی که معمولاً برای به دست آوردن یک پاداش مورد نیاز است در نظر گرفته می‌شود، این استراتژی بحث‌برانگیز است. در میان بسیاری از بازیکنان، کمپینگ بسیار شبیه به تقلب در نظر گرفته می‌شود، به خصوص در بازی‌های تیراندازی اول شخص نوع دث مچ. رایج‌ترین دلیل این امر این است که اگر هر بازیکنی کمپ کند، به صورت راحت تر و ناعادلانه تر بقیه را می‌کشد.

## در تیراندازی اول شخص
کمپینگ اغلب میدان دید واضحی را بر روی یک نقطه خفه کردن یا موقعیت تاکتیکی مورد علاقه فراهم می‌کند و در عین حال پوششی را برای کمپینگ حفظ می‌کند. این تاکتیک به یک بازیکن اجازه می‌دهد تا قبل از اینکه حریف از حضور آن‌ها در منطقه آگاه شود، به راحتی هر حریفی را که در معرض دید قرار می‌گیرد، انتخاب کند. تفاوت آن با داشتن یک موقعیت استراتژیک به دلیل ماهیت ایستا و پوشش فشرده آن است. بازیکنان باتجربه‌تر گاهی اوقات «کمپینگ‌های نیمه متحرک/تک‌تیرانداز» هستند که برای جلوگیری از انتقام‌جویی، بمب‌ها را رها می‌کنند و پس از به دست آوردن چند قتل جابه‌جا می‌شوند.
در اکثر بازی‌های نوع دث مچ که هم محدودیت زمانی و هم محدودیت کشتن دارند، می‌توان از کمپینگ برای استفاده از محدودیت زمانی به جای محدودیت کشتن استفاده کرد. کپچر دی فلگ یکی از انواع نوع بازی‌هایی است که بازیکنان انگیزه ای برای استراتژی کمپ ندارند.

## کمپینگ اسپاون
کمپینگ اسپاون یعنی شما در مکانی که تیم حریف اسپاون می‌شود شروع به کمپ کنید و بلافاصله بعد از اسپاون او را بکشید.

## بازی‌های نقش آفرینی آنلاین
در بازی‌های نقش آفرینی آنلاین و چند نفره انبوه و MUDها، کمپینگ معمولاً در مکانی است که هیولاها و شخصیت‌های آنلاین در آن ظاهر می‌شوند.